# REWE
Rewe (или REWE; немецкое произношение: [ˈʁeːvə]) — немецкая сеть супермаркетов, главный бренд Rewe Group со штаб-квартирой в Кёльне. Название является аббревиатурой от оригинального названия «Revisionsverband der Westkauf-Genossenschaften» (Аудиторский союз кооперативов Весткауф). Сеть насчитывает около 3300 магазинов и является вторым по величине продуктовым ритейлером в Германии после Edeka. В текущем виде сеть существует с 2006 года, когда магазины компании были переведены под единый бренд Rewe. С 2015 года компания активно развивает онлайн-торговлю.
Rewe принадлежит ряд собственных брендов, таких как «ja!», «REWE Beste Wahl» (лучший выбор), «REWE Feine Welt» (высококачественные продукты по высокой цене), «REWE Bio» (органические продукты), «REWE Bio + vegan» (органик и вегетарианские), «REWE frei von» (без аллергенные), «REWE Regional» and «REWE to go».
Компания была спонсором ФК «Кёльн» до конца сезона 2020/21 годов.